# Quest for Glory
Quest for Glory ist eine ab 1989 erschienene fünfteilige Adventure-Computerspielreihe mit Rollenspielelementen, die von Corey und Lori Cole entwickelt wurde. Sie wurde eine der beliebtesten Spielereihen von Sierra On-Line. Die Reihe besteht aus den folgenden Titeln:

## Spiele
| Spiel                                    | englischer Untertitel    | deutscher Untertitel    | Jahr | Mythologie / Thema                     |
| ---------------------------------------- | ------------------------ | ----------------------- | ---- | -------------------------------------- |
| Hero’s Quest (EGA)                       | So You want to be a Hero | –                       | 1989 | Deutsche Volksmärchen                  |
| Quest for Glory II                       | Trial by Fire            | –                       | 1990 | Morgenländische Märchen                |
| Quest for Glory I (VGA-Remake)           | So You want to be a Hero | –                       | 1991 | Deutsche Volksmärchen                  |
| Quest for Glory III                      | Wages of War             | Der Lohn des Krieges    | 1992 | Afrikanische und ägyptische Mythologie |
| Quest for Glory IV                       | Shadows of Darkness      | Schatten der Dunkelheit | 1993 | Slawische Mythologie                   |
| Quest for Glory V                        | Dragon Fire              | Drachenfeuer            | 1998 | Griechische Mythologie                 |
| Quest for Glory II (AGD Freeware Remake) | Trial by Fire            | –                       | 2008 | Morgenländische Märchen                |

## Spielprinzip und Technik
Hero's Quest bzw. Quest for Glory I wird über einen Textparser gesteuert. Im VGA-Remake wurde dieser durch eine Point-&-Click-Benutzerführung ersetzt. Quest for Glory unterscheidet sich von anderen Sierra-Spielen durch die Kombination von Rollenspiel- und Grafikadventure-Elementen. Der Rollenspielanteil der Reihe zeigt sich daran, dass der Spieler einen Charakter erschaffen kann, wobei man zwischen Kämpfer, Magier und Dieb wählen muss. Im zweiten und dritten Teil kann der Held unter bestimmten Umständen zum Paladin werden. Diese drei Klassen haben unterschiedliche Eigenschaften und Fähigkeiten, die im Spiel trainiert werden können und sich auch stark auf den Spielverlauf auswirken. Für viele Rätsel gibt es unterschiedliche Lösungswege, die auf bestimmte Charaktere abgestimmt sind (so erhält der Kämpfer zum Beispiel für das Besiegen eines Gegners im Kampf Punkte, während der Paladin seine Punkte dafür erhält, dass er die gleiche Problemsituation friedlich löst). Die Identifikation des Spielers mit seinem Helden wurde noch gesteigert, indem der Charakter nach Lösen des Spieles in das nächste Spiel der Reihe importiert werden konnte.

## Produktionsnotizen
Quest for Glory I wurde ursprünglich unter dem Namen Hero's Quest: So you want to be a Hero veröffentlicht, aufgrund eines Markenrechts-Konfliktes mit Milton Bradley, das sich den Namen HeroQuest für eine Computerspielumsetzung ihres gleichnamigen Brettspiels gesichert hatte, später in Quest for Glory umbenannt.
Die Entwicklergruppe AGD Interactive, die bereits durch zwei Remakes der King’s-Quest-Reihe bekannt wurde, hat Mitte 2008 ein Remake von Quest for Glory II in VGA-Grafik als Freeware herausgebracht. Die Firma hat von Sierra eine Lizenz, ältere Sierra-Adventures als Remake herauszugeben.

## Rezeption
Das Fachmagazin Adventure Gamers ordnete Quest for Glory II: Trial by Fire 2011 in seiner Liste Top 100 All-Time Adventure Games auf Platz 81 ein.